# Ecleora dresnayi
Ecleora dresnayi är en fjärilsart som beskrevs av D. Lucas 1932. Ecleora dresnayi ingår i släktet Ecleora och familjen mätare. Inga underarter finns listade i Catalogue of Life.